# 2384 Шульгоф
2384 Шульгоф (2384 Schulhof) — астероїд головного поясу, відкритий 2 березня 1943 року.
Тіссеранів параметр щодо Юпітера — 3,361.